# Berthen
Berthen (niederländisch: Berten) ist eine französische Gemeinde mit 618 Einwohnern (Stand: 1. Januar 2022) im Département Nord in der Region Hauts-de-France. Sie gehört zum Arrondissement Dunkerque und ist Mitglied im Gemeindeverband Cœur de Flandre Agglo. Die Einwohner werden Berthenois und Berthenoises genannt.
Die Gemeinde erhielt 2023 die Auszeichnung „Zwei Blumen“, die vom Conseil national des villes et villages fleuris (CNVVF) im Rahmen des jährlichen Wettbewerbs der blumengeschmückten Städte und Dörfer verliehen wird.

## Geografie

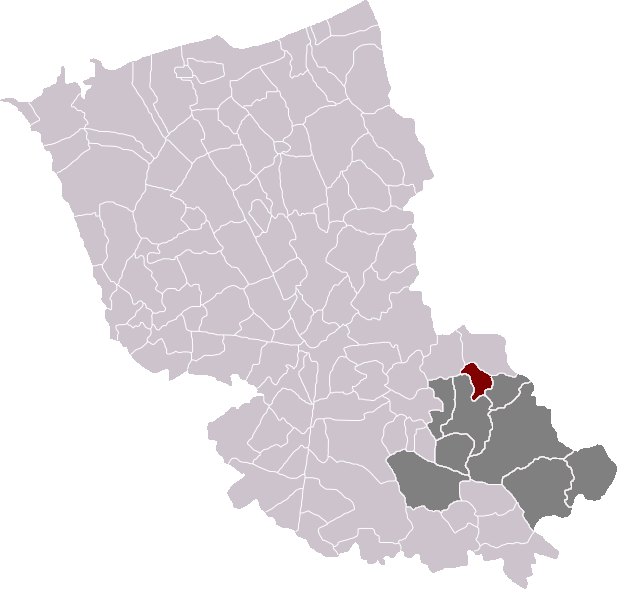
Lage von Berthen im Arrondissement Dunkerque

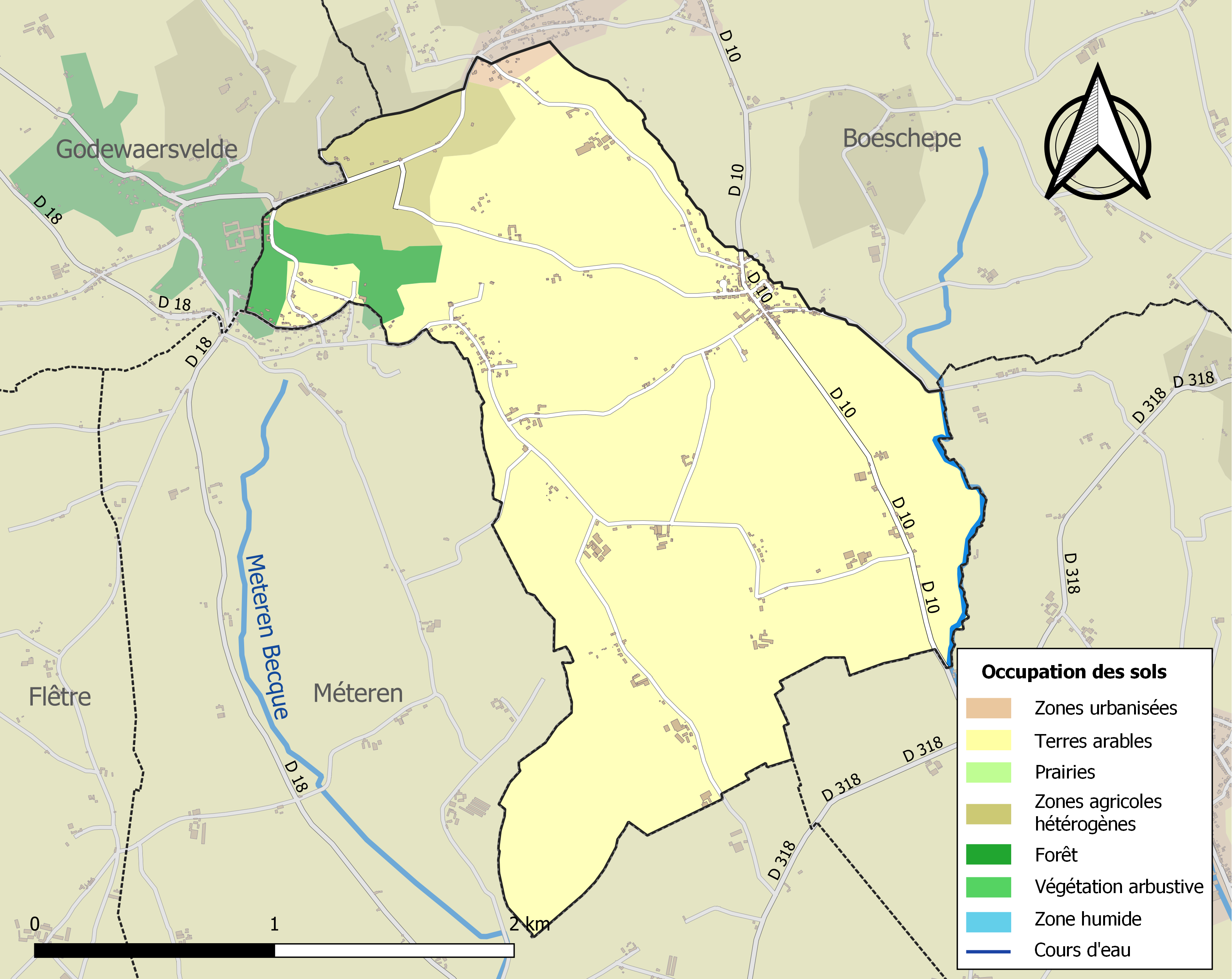
Bodennutzung, Hydrografie und Infrastruktur der Gemeinde (2018)

Berthen liegt in Französisch-Flandern, etwa 36 Kilometer südsüdöstlich von Dünkirchen und etwa drei Kilometer westlich der Grenze zu Belgien. Die Gemeinde befindet sich in der Région naturelle Houtland. Sie wird von den kleineren Fließgewässern Quaebecque, Meulen Dyck, Ruisseau du Mont de Boeschepe, Becque de Steenwerck, Ruisseau Monts des Cats, Les Quatre Fils Aymon und verschiedenen kleineren Bächen entwässert. Das Zentrum liegt auf einer Höhe von etwa 60 m. Das Gemeindegebiet wird eingerahmt von markanten Hügeln der Monts de Flandre: im Nordwesten der Mont des Cats (164 m), im Norden der Mont de Boeschepe (141 m), im Nordosten der Mont Kokereel (112 m) und weiter im Osten der Mont Noir (159 m).
Ein Teil des Gebiets von Berthen gehört zur ZNIEFF-Naturzone „Mont des Cats, monts de Boeschèpe et Mont Kokereel“ (310013758). Etwa 96 % der Fläche der Gemeinde werden landwirtschaftlich genutzt, etwa 3 % sind bewaldet, insbesondere am Fuß des Mont des Cats (Stand: 2018).
Umgeben wird Berthen von den Nachbargemeinden Boeschepe im Norden und Osten, Saint-Jans-Cappel im Südosten, Méteren im Süden und Westen sowie Godewaersvelde im Nordwesten. 

## Bevölkerungsentwicklung
| Jahr      | 1962 | 1968 | 1975 | 1982 | 1990 | 1999 | 2006 | 2013 | 2020 |
| Einwohner | 485  | 426  | 406  | 439  | 464  | 517  | 503  | 507  | 577  |

## Sehenswürdigkeiten
- Kirche Saint-Blaise aus dem Jahre 1961, die frühere Kirche von 1589 wurde 1940 zerstört
- Kapelle Les Fièvres, 1857 erbaut
- Kloster Mont des Cats, teilweise auf dem Gemeindegebiet

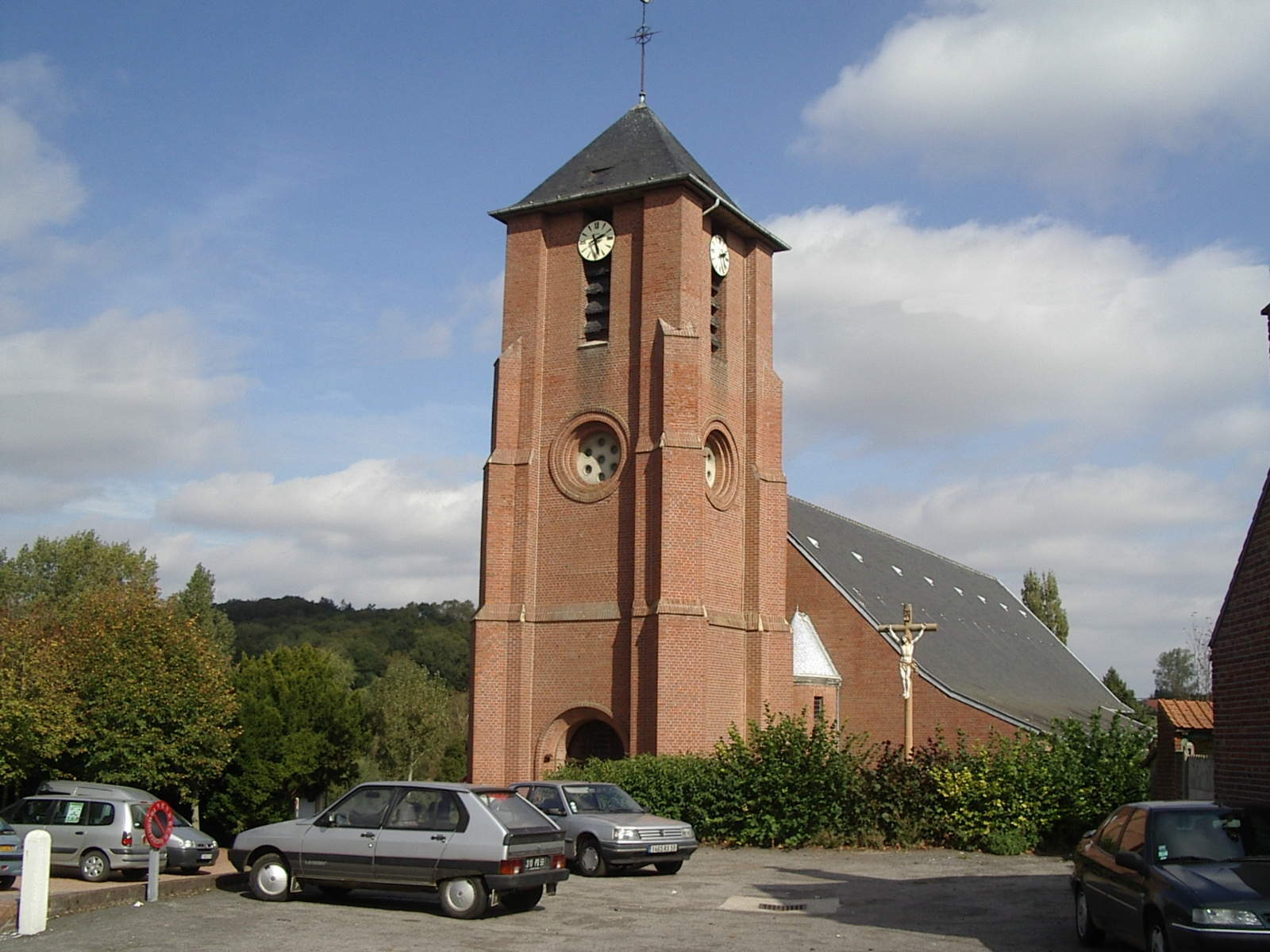
Kirche Saint-Blaise
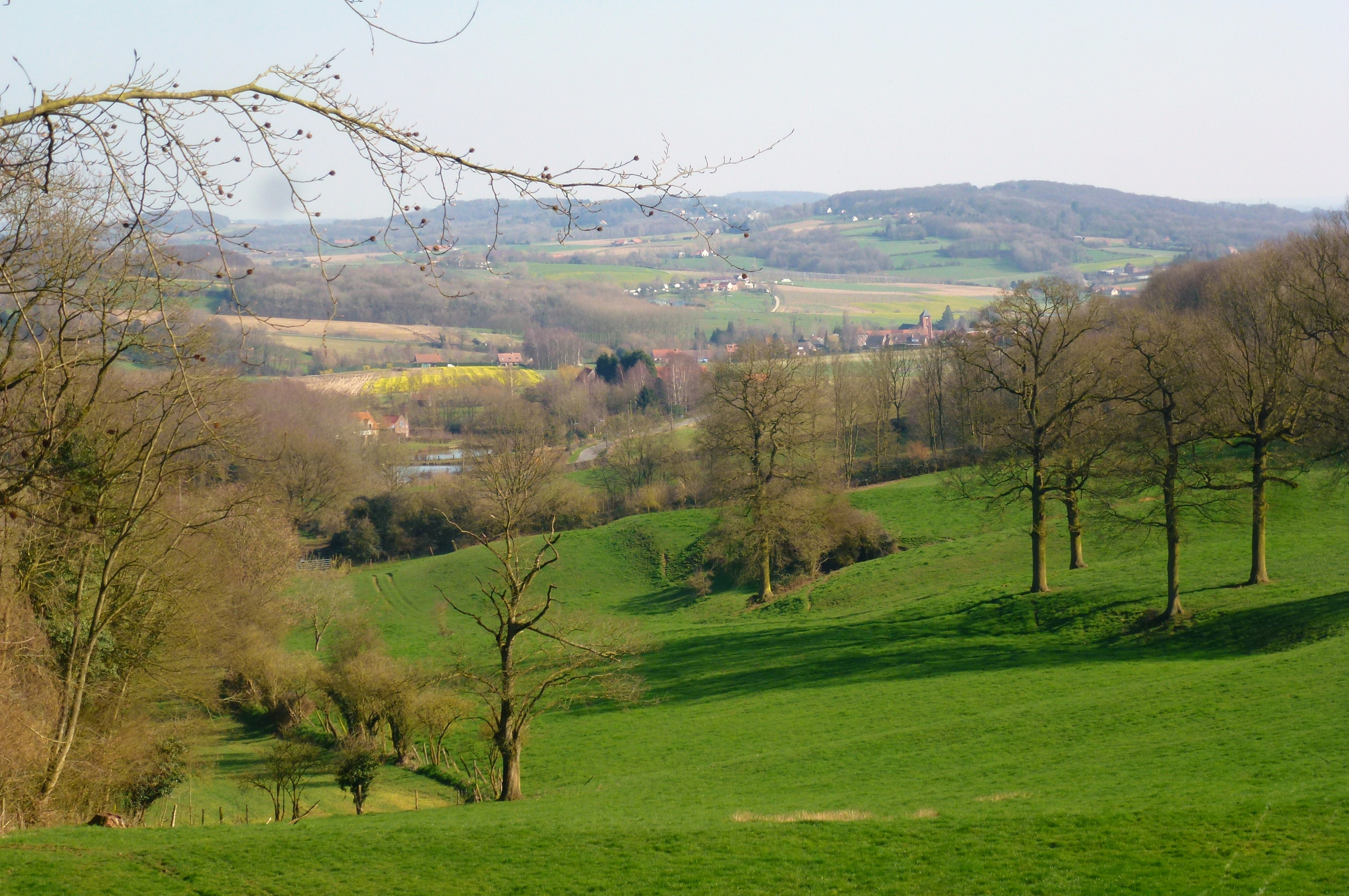
Mont des Cats
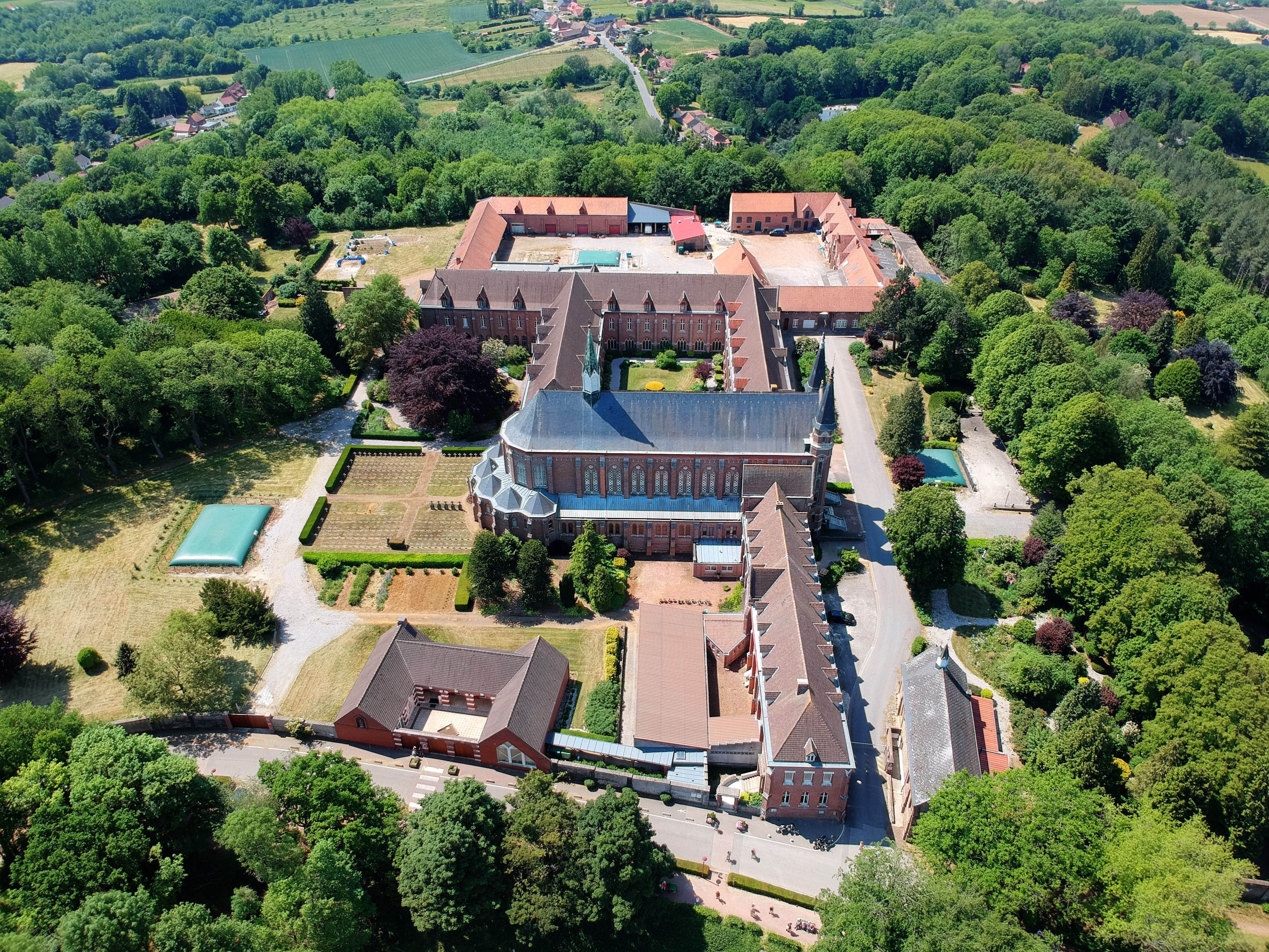
Abtei auf dem Mont des Cats
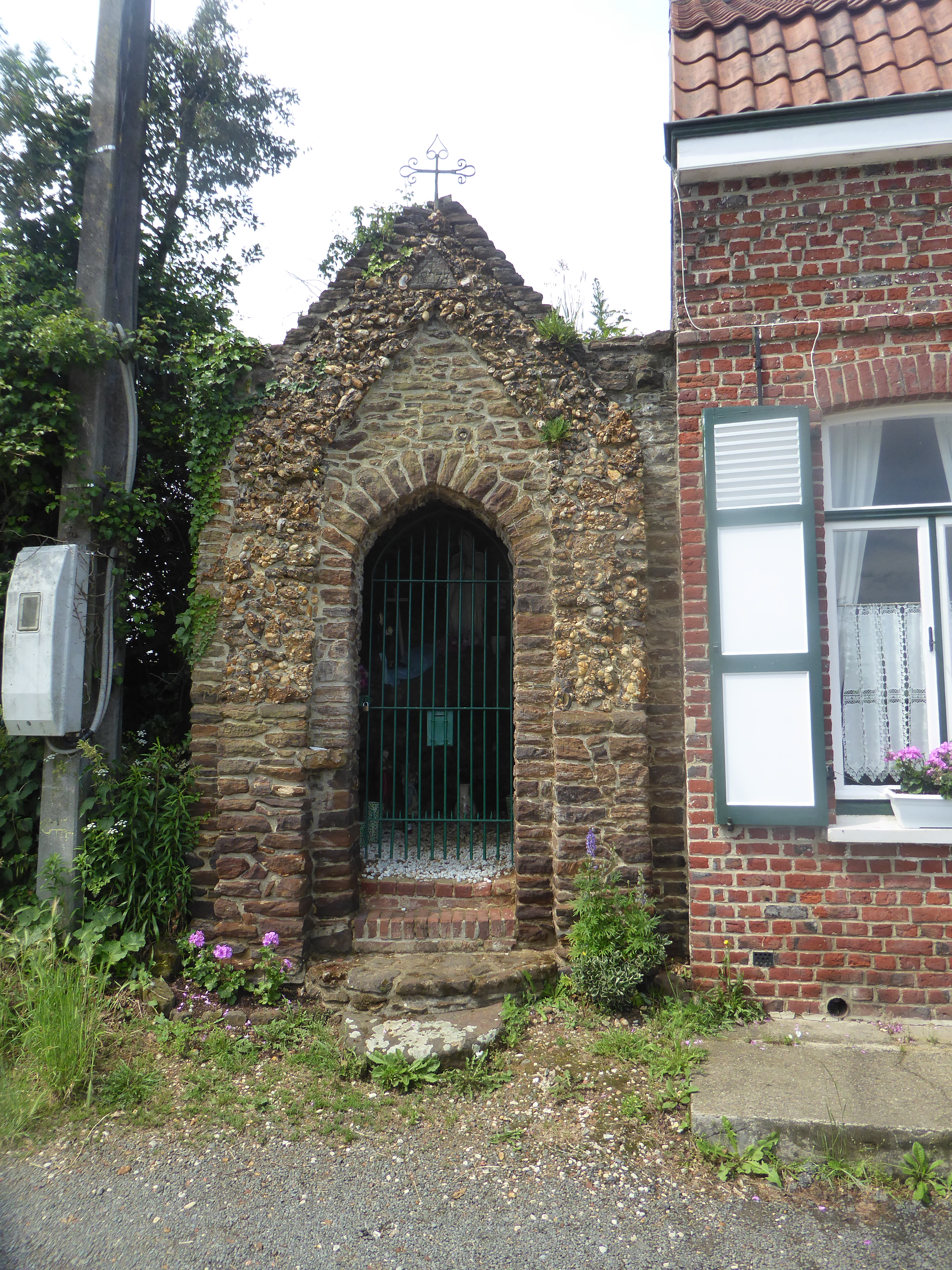
Kapelle Garonde
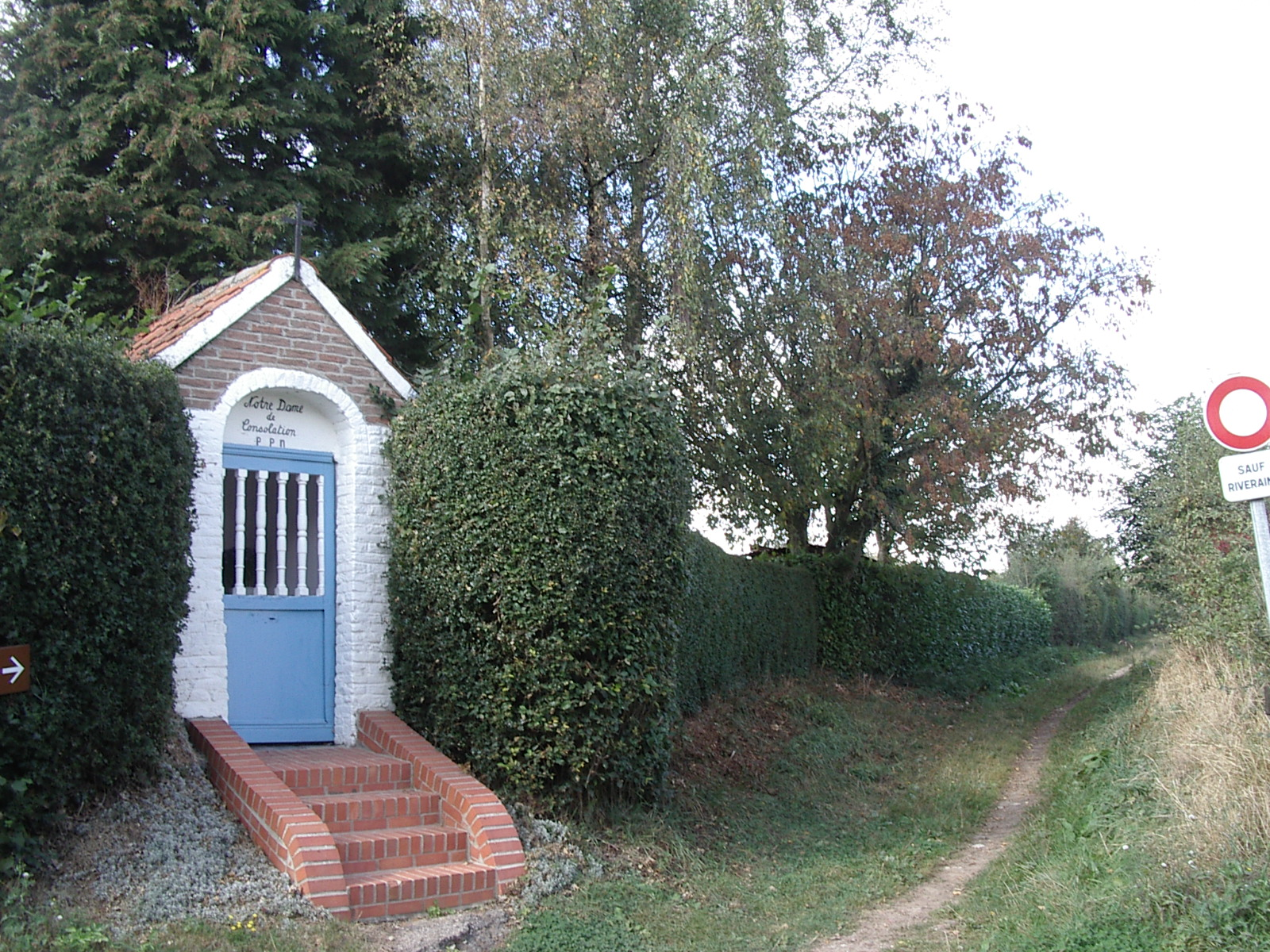
Kapelle Notre-Dame-de-Consolation
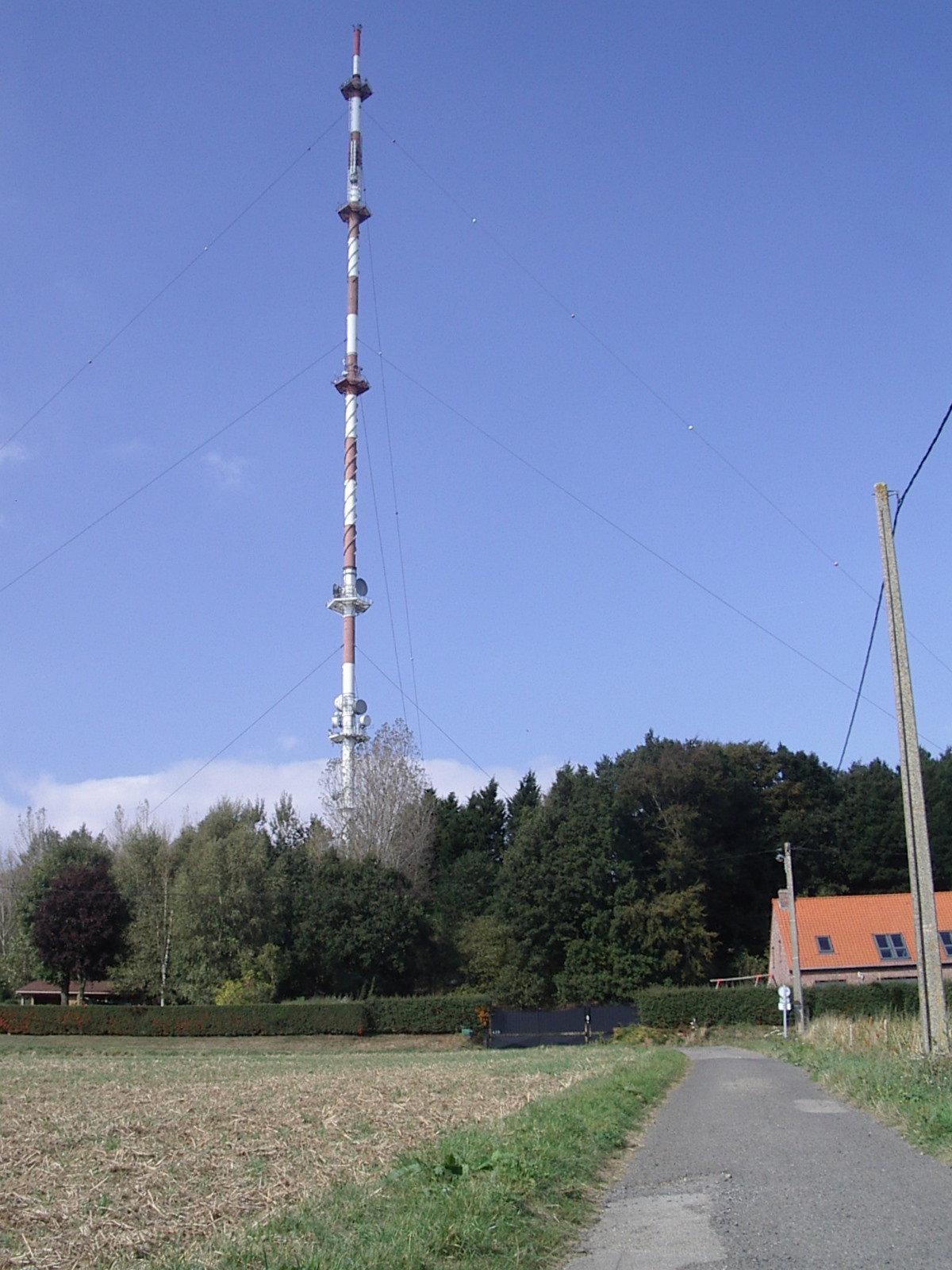
Funkmast Berthen

## Verkehr
Berthen liegt abseits größerer Verkehrsachsen. Die Departementsstraße D 10 verbindet die Gemeinde mit Boeschepe im Norden und mit Saint-Jans-Cappel im Südosten. Lokale Landstraßen führen zu den Weilern der Gemeinde und anderen Nachbargemeinden. Busse einer Linie der Transportgesellschaft Arc-en-Ciel des Départements Nord verbinden Berthen mit Godewaersvelde im Nordwesten und mit Armentières über Bailleul im Südosten.